# 夸科斯德乌斯特
夸科斯德乌斯特，是西班牙埃斯特雷马杜拉卡塞雷斯省的一个市镇。总面积53平方公里，总人口949人（2001年），人口密度18人/平方公里。最著名的是烏斯特修道院，神聖羅馬帝國皇帝查理五世從此退休並去世。